# Canongate Tolbooth
Canongate Tolbooth er en historisk bygning og vartegn på Royal Mile i Old Town, Edinburgh. Den blev opført i 1591 som tolbooth, hvilket vil sige administrationscenter og retsbygning for den på dette tidspunkt selvstændige burgh i the Canongate udenfor Edinburgh bymur.
Den ophørte med at være kommunebygning i 1856.
I dag er The People's Story Museum indrettet i bygningen, der er en listed building i kategori A.
Længere mod øst ligger Kirk of the Canongate og Canongate Kirkyard.